# Републикански път III-2082
Републикански път IIІ-2082 е третокласен път, част от Републиканската пътна мрежа на България, преминаващ изцяло по територията на Варненска и Шуменска област. Дължината му е 37,2 km.
Пътят се отклонява надясно при 19,8 km на Републикански път III-208 южно от град Провадия и се насочва на северозапад, а след това на запад по южното подножие на Провадийското плато. Минава последователно през селата Кривня, Равна и Неново и навлиза в Шуменска област. Тук след като премине през селата Косово и Марково, преодолява западната най-висока част на Провадийското плато, при село Кюлевча се спуска в Шуменското поле и в центъра на село Мадара се свързва с Републикански път III-2006 при неговия 4,8 km.
| Пътища, отклоняващи се надясно (населено място, № на пътя, посока на пътя) | km   | Пътища, отклоняващи се наляво (посока на пътя, № на пътя, населено място) |
| -------------------------------------------------------------------------- | ---- | ------------------------------------------------------------------------- |
| Община Провадия, Област Варна, III-208, 19,8 km →                          | 0,0  | → 19,8 km, III-208, Област Варна, Община Провадия                         |
| (за гр. Провадия) общински път, с. Кривня ←                                | 7,7  | с. Кривня                                                                 |
| с. Кривня                                                                  | 9,1  | с. Кривня                                                                 |
| с. Равна                                                                   | 12   | с. Равна                                                                  |
|                                                                            | 12,8 | → общински път (за с. Черковна)                                           |
| с. Неново                                                                  | 17,4 | с. Неново                                                                 |
| Община Каспичан, Област Шумен                                              | 18,3 | Област Шумен, Община Каспичан                                             |
| с. Косово                                                                  | 19,3 | с. Косово                                                                 |
| (за с. Могила) общински път ←                                              | 21,1 |                                                                           |
| с. Марково                                                                 | 22   | → с. Марково, общински път (за с. Снежина)                                |
| с. Кюлевча                                                                 | 33,7 | с. Кюлевча                                                                |
| Община Шумен                                                               | 36,2 | Община Шумен                                                              |
| (до гр. Каспичан) III-2006, 4,8 km, с. Мадара ←                            | 37,2 | ← с. Мадара, 4,8 km, III-2006 (от кв. „Мътница“ на гр. Шумен)             |